# Alona Tal
Alona Tal (en hebreu: אלונה טל) (Hertseliyya, Israel; 20 d'octubre de 1983) és una actriu de la televisió israeliana.
Després de deixar les Forces de Defensa d'Israel, Tal va començar la seva carrera al món de l'actuació amb un vídeo musical per a nens, en el qual ella participava com la bruixa dolenta. Següent a això, va aparèixer en un comercial per a un detergent de bugaderia. Després va aconseguir el paper principal en la pel·lícula israeliana Lihiyot Kochav (Per ser un Estel).
Durant la filmació de la pel·lícula, li van oferir dos papers en dos programes de televisió israelianes diferents, i ella va prendre tots dos. El primer era una telenovel·la anomenada Tzimerim, que tractava sobre la vida d'una família que controla un hotel; el segon era HaPijamot ("El pijama"), una comèdia musical. Aquesta comèdia va donar a Tal la possibilitat per mostrar el seu talent en la música.
Seguint a això, Tal va registrar diverses cançons amb l'israelià cantant de rap Subliminal.
Buscant alguna oportunitat per assolir la fama, Tal va marxar a Nova York a viure amb la seva germana. A Nova York, ella va conèixer al cantant Wyclef Jean i registre una cançó amb ell (la cançó Party to Damascus on Tal fa el cor en hebreu). Al temps es va fer ciutadana nord-americana i va aconseguir millorar el seu anglès americà per provar sort com a actriu a Los Angeles i va guanyar el paper de Meg Manning en la sèrie Veronica Mars.
Un dels personatges que va fer assolir la fama a Alona va ser el de Joanna Beth "Jo" Harvelle, en la reeixida sèrie Supernatural.
Alona es va casar amb el també actor Marcos Ferraez el 5 de juny de 2007